# Mykola Komarov
Mykola Anatolijovytj Komarov (ukrainska: Микола Анатолійович Комаров), född den 23 augusti 1961 i Zaporizjzja, Ukrainska SSR, Sovjetunionen, är en sovjetisk roddare.
Han tog OS-silver i åtta med styrman i samband med de olympiska roddtävlingarna 1988 i Seoul.